# Ley de las proporciones constantes

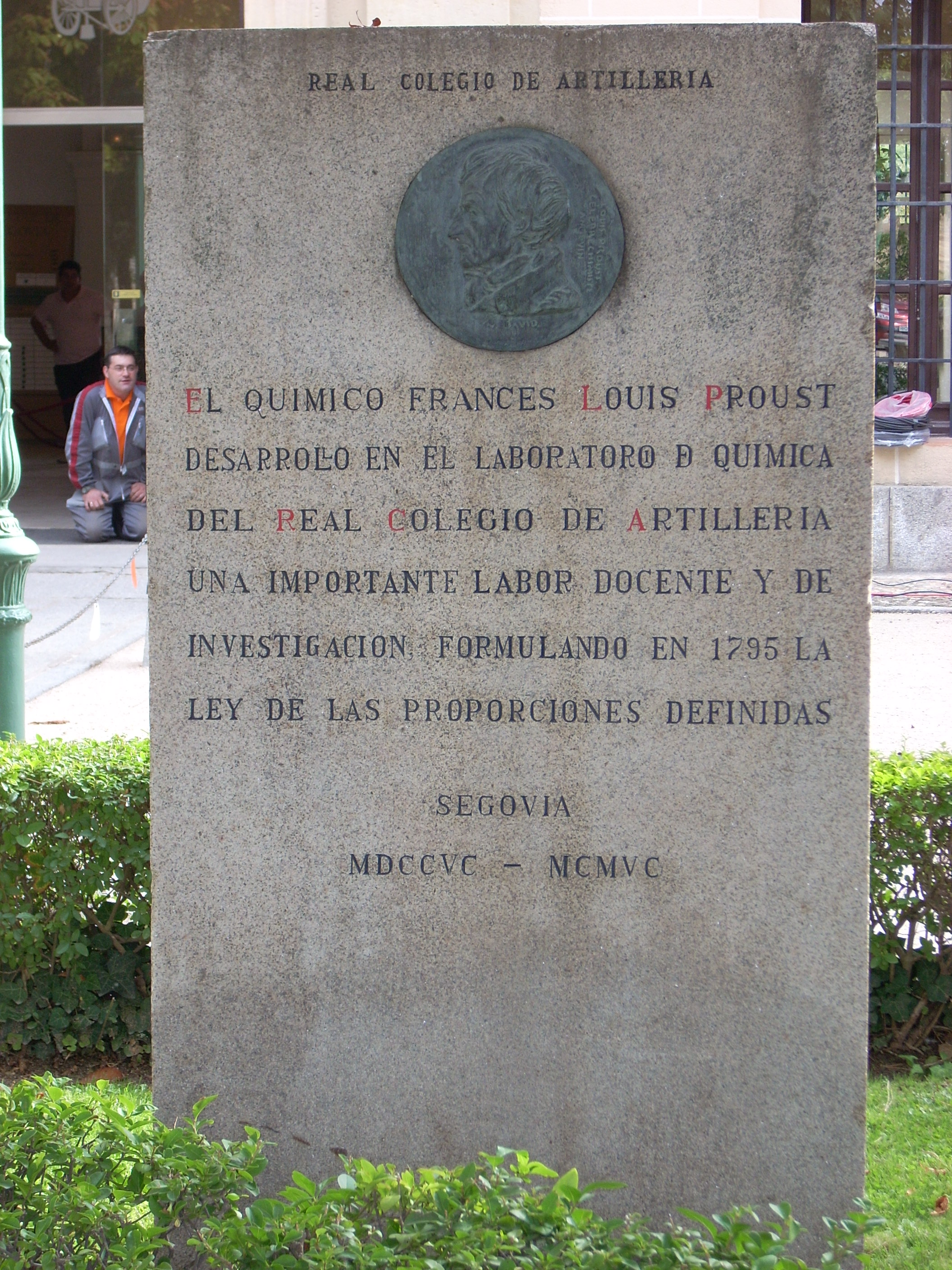
Monumento conmemorando el descubrimiento de la ley de Proporciones definidas en la entrada del Real Colegio de Artillería de Segovia.

La ley de las proporciones constantes o ley de las proporciones definidas es una de las leyes estequiométricas, enunciada en el año 1799, según la cual cuando se combinan dos o más elementos para dar un determinado compuesto, siempre lo hacen en una relación constante de masas. Enunciada por el farmacéutico y químico francés Louis Proust en la Casa de la Química, ubicada en el Alcázar de Segovia basándose en experimentos que llevó a cabo en el siglo XVIII; por lo tanto, también se conoce como la ley de Proust.
Para los compuestos que la siguen, por tanto, la proporción de masas entre los elementos que los forman es constante. En términos más modernos de la fórmula molecular, esta ley implica que siempre se van a poder asignar subíndices fijos a cada compuesto. Hay que notar que existe una clase de compuestos, denominados compuestos no estequiométricos (también llamados bertólidos), que no siguen esta ley. Para estos compuestos, la razón entre los elementos puede variar continuamente entre ciertos límites. Naturalmente, otros materiales como las aleaciones o los coloides, que no son propiamente compuestos sino mezclas, tampoco siguen esta ley. Se le llama materia a todo aquello que tiene masa y ocupa un lugar en el espacio. En la mayoría de los casos, la materia se puede medir mediante distintos métodos de química analítica.